# Earl of Montgomery

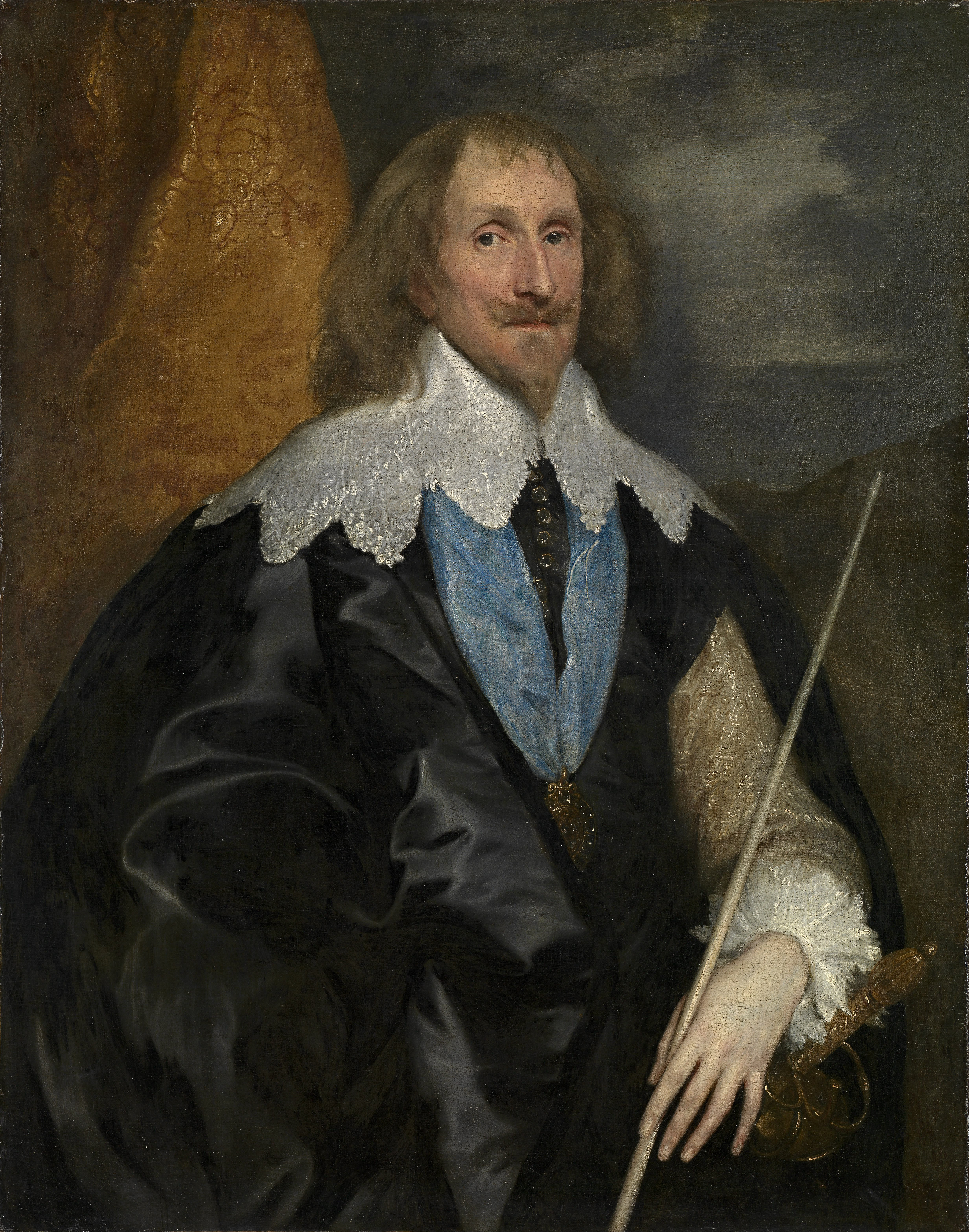
Philip Herbert, 1. Earl of Montgomery, 4. Earl of Pembroke

Wappen der Earls of Montgomery

Earl of Montgomery ist ein erblicher britischer Adelstitel in der Peerage of England.

## Verleihung und nachgeordnete Titel
Der Titel wurde am 4. Mai 1605 für Sir Philip Herbert, den jüngeren Sohn des 2. Earl of Pembroke, geschaffen. Zusammen mit der Earlswürde wurde ihm der nachgeordnete Titel Baron Herbert of Shurland, of Shurland in the Isle of Sheppey in the County of Kent verliehen.
Der erste Earl erbte beim Tod seines älteren Bruders, dem 3. Earl of Pembroke, 1630 auch dessen Titel Earl of Pembroke nebst nachgeordneten Titeln. Beide Earlstitel sind seither vereint.

## Earls of Montgomery (1605)
- Philip Herbert, 1. Earl of Montgomery, 4. Earl of Pembroke (1584–1649)
- Philip Herbert, 2. Earl of Montgomery, 5. Earl of Pembroke (1621–1669)
- William Herbert, 3. Earl of Montgomery, 6. Earl of Pembroke (1642–1674)
- Philip Herbert, 4. Earl of Montgomery, 7. Earl of Pembroke (um 1652–1683)
- Thomas Herbert, 5. Earl of Montgomery, 8. Earl of Pembroke (1656–1733)
- Henry Herbert, 6. Earl of Montgomery, 9. Earl of Pembroke (1693–1750)
- Henry Herbert, 7. Earl of Montgomery, 10. Earl of Pembroke (1734–1794)
- George Herbert, 8. Earl of Montgomery, 11. Earl of Pembroke (1759–1827)
- Robert Herbert, 9. Earl of Montgomery, 12. Earl of Pembroke (1791–1862)
- George Herbert, 10. Earl of Montgomery, 13. Earl of Pembroke (1850–1895)
- Sidney Herbert, 11. Earl of Montgomery, 14. Earl of Pembroke (1853–1913)
- Reginald Herbert, 12. Earl of Montgomery, 15. Earl of Pembroke (1880–1960)
- Sidney Herbert, 13. Earl of Montgomery, 16. Earl of Pembroke (1906–1969)
- Henry Herbert, 14. Earl of Montgomery, 17. Earl of Pembroke (1939–2003)
- William Herbert, 15. Earl of Montgomery, 18. Earl of Pembroke (* 1978)

Voraussichtlicher Titelerbe (Heir apparent) ist sein Sohn Reginald Henry Michael Herbert, Lord Herbert (* 2012).